# GTZ8-B
GTZ8-B Vamos – tramwaj dostosowany do specyficznej infrastruktury miasta Bielefeld (Niemcy, Nadrenia-Północna Westfalia), zbudowany przez konsorcjum HeiterBlick (część mechaniczna) i Vossloh Kiepe (wyposażenie elektryczne). Jest to pierwszy zrealizowany przez HeiterBlick projekt tramwaju z rodziny „Vamos”.

## Szczegóły techniczne
GTZ8-B (Gelenktriebzug achtachsig, Bauart Bielefeld – ośmioosiowy pojazd przegubowy, model Bielefeld) jest trójczłonowym, dwustronnym i dwukierunkowym, dostosowanym do torów o prześwicie 1000 mm i napięcia 750 V prądu stałego w sieci trakcyjnej tramwajem. Możliwa jest eksploatacja pojedynczo oraz w trakcji podwójnej. Po każdej stronie znajduje się 5 drzwi, z czego jedne w członie środkowym. Zasadniczo przystosowany jest do wysokich peronów, jednak 3 środkowe drzwi wyposażone są w składane stopnie do obsługi przystanków bez wysokich peronów. Przy każdych drzwiach znajduje się miejsce przeznaczone dla wózków lub rowerów.
Szerokość tramwaju do wysokości peronu wynosi 2,3 m, co jest wymuszone istniejącą infrastrukturą dostosowaną do wąskich wagonów, powyżej 2,65 m, co sprawia, że Vamos jest pojemniejszy od wagonów starszych typów.
Tramwaj ma 4 dwuosiowe wózki, w których każda oś jest napędzana. Nadwozie stalowe. Wewnątrz 52 siedzenia w układzie 2+1 oraz 16 siedzeń składanych. Wagony wyposażone są w klimatyzację oraz system informacji wizualnej.